# ハッピーアワー
ハッピーアワー（英語: Happy hour）とは、レストランやバー・パブなどの飲食店が、ビール、ワイン、カクテルなど酒類の割引を行う時間帯のことをいう。
通常、月曜日から金曜日までの午後4時 - 7時頃に実施されるが、飲食店の業態によっては土・日・祝日を含むケースや、ディスコ（クラブ）の場合は「午前0時以前」を指したりするケースもある。いずれにせよ、基本的には利用や需要が少ない時間帯のプロモーションを目的としている。多くの場合、ハッピーアワーは1時間以上続く。
ハッピーアワーという用語は、職場の同僚と、仕事帰りにレストランやバーに集まることを表すこともあり、この場合、午後4時 - 7時以外の時間帯も含まれうる。
国家によって、その実施状況は異なる。例えばオランダなど一部のヨーロッパ諸国では、酒類の価格が規制され割引が禁止されているので、代わりに飲物が倍の量になる。イタリアでは飲物の価格が変わらないが、無料のつまみが提供される。
この用語の起源は、1920年代、アメリカ海軍で、航海中の娯楽時間帯を示していたスラングにあるとされる。一般に用いられるようになったのは1960年代からであるとされる。